# Баскський радикальний рок

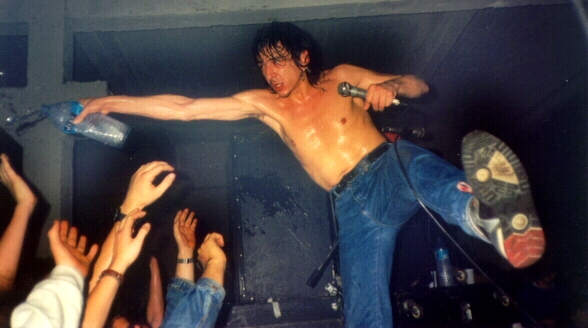
Evaristo, вокаліст La Polla Records під час концерту.

Баскський радикальний рок (баск. Euskal Herriko Rock Erradikala, ісп. Rock Radikal Vasco) — музичний рух, що зародився в Південній Країні Басків на початку 1980-их і завершився в кінці декади (хоча не існує якоїсь особливої події, яку можна назвати кінцевою точкою). Представники цього руху зазнали впливу панк-гуртів як-то Sex Pistols та The Clash. Прийнято вважати, що рух виник як опозиція до цінностей режиму Франсіско Франко і поширився у перші роки періоду демократії серед людей, які вважали, що перехід до демократії зрадив їхні баскські національні та соціальні прагнення.

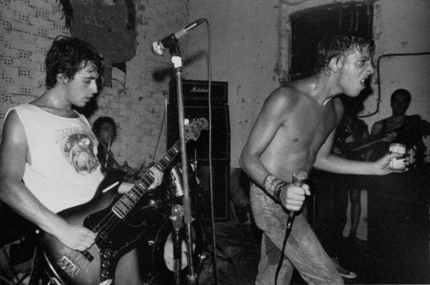
Cicatriz на концерті у Ондаррибії

Термін «баскський радикальний рок» вперше вжив 1983 року Хосе Марі Бланко (колишній менеджер гурту La Polla Records) в газеті Egin після музичного фестивалю проти приєднання Іспанії до НАТО. Концепція БРР була дуже контроверсійною від самого початку. Попри спільність у підтримці прогресивних ідей, антисистемної позиції та баскського націоналізму, деякі гурти вважали, що ними маніпулюють і відмовилися від співпраці з лейблом, бо вважали його комерційним. Наприклад, гурт Eskorbuto заявив, що «рок не має батьківщини».
Представники руху виявляли соціальну та політичну критику, значна частина їхніх текстів критикувала владу, зокрема, Іспанську Державу, поліцію, іспанську монархію, римо-католицьку церкву, армію, кориду та Guardia Civil. Разом із незалежними радіостанціями, сквотерами та деякими альтернативними гуртами, рухові сприяли прихильники лівої незалежницької партії Herri Batasuna. Herri Batasuna почала свою кампанію під назвою «Martxa eta Borroka» (Ритм і Боротьба) з організації рок-концертів, поєднуючи їх із політичними мітингами. Це допомагало гуртам поширювати свою музику по всій Країні Басків. Крім того, завдяки конкурсам, організованих газетою Egin, багато гуртів здобули ширшу популярність, зокрема La Polla Records, Hertzainak, Potato, Kortatu, RIP, Barricada та Cicatriz.

## Гурти
| - BAP!! - Baldin Bada - Barricada - Basura - Cicatriz - Delirium Tremens - Eskorbuto - Hertzainak - Jotakie - Korroskada - Kortatu - La Polla Records - Naste Borraste | - M.C.D. - Odio - Piperrak - Potato - RIP - Tijuana in Blue - Txorromorro - Skalope - Vómito - Vulpess - Zarama - Zer Bizio? - Anti-Régimen |